# 파리 대탈출
《파리 대탈출》(La Grande Vadrouille, Don't Look Now - We're Being Shot At)는 영국에서 제작된 제라드 우리 감독의 1966년 코미디 영화이다. 부르빌 등이 주연으로 출연하였고 로버트 돌프먼 등이 제작에 참여하였다.

## 출연

### 주연
- 부르빌 (Bourvil)
- 루이 드 퓌네스 (Louis de Funès)

### 조연
- 클로디오 브룩
- 마이크 마셜
- 마리에 두보이스
- 안드레아 파리시
- 콜레트 브로세
- 마리 마르케트

## 기타
- 미술: 장 앙드레